# Eutelothyria
Eutelothyria är ett släkte av tvåvingar. Eutelothyria ingår i familjen parasitflugor.
Kladogram enligt Catalogue of Life:
| Eutelothyria | \| \| Eutelothyria itaquaquecetubae \| \| \| \| \| \| Eutelothyria trinitatis \| \| \| \| |
|              | \| \| Eutelothyria itaquaquecetubae \| \| \| \| \| \| Eutelothyria trinitatis \| \| \| \| |
|              | Eutelothyria itaquaquecetubae                                                             |
|              |                                                                                           |
|              | Eutelothyria trinitatis                                                                   |
|              |                                                                                           |